# Valley City, Dakota de Nord
Valley City este sediul comitatului Barnes (conform originalului din engleză, Barnes County), unul din cele 53 de comitate ale statului american Dakota de Nord. Populație: 6.585 (2010). Valley City a fost fondat în 1874.
1. ↑  2010 U.S. Gazetteer Files, accesat în 9 iulie 2020